# Nhiễm virus Nipah
Nhiễm vi rút Nipah là một bệnh nhiễm virut do vi rút Nipah gây ra. Các triệu chứng từ nhiễm trùng khác nhau từ không đến sốt, ho, nhức đầu, khó thở và nhầm lẫn.  Bệnh có thể nặng hơn dẫn đến hôn mê trong một hoặc hai ngày.  Các biến chứng có thể bao gồm viêm não và co giật sau khi phục hồi.
Virus Nipah là một loại virus RNA trong chi Henipavirus. Nó có thể lây lan giữa người và từ động vật khác sang người.  Lây lan thường yêu cầu tiếp xúc trực tiếp với một nguồn bị nhiễm bệnh. Virus thường lưu hành trong số các loại dơi ăn quả cụ thể.  Chẩn đoán dựa trên các triệu chứng và được xác nhận bằng xét nghiệm.
Quản lý liên quan đến chăm sóc hỗ trợ. Tính đến năm 2018 không có vắc-xin hoặc điều trị cụ thể.  Phòng ngừa là bằng cách tránh tiếp xúc với dơi và lợn bệnh và không uống nhựa cây chà là thô. Tính đến tháng 5 năm 2018, khoảng 700 trường hợp nhiễm virus Nipah ở người được ước tính đã xảy ra và 50 đến 75 phần trăm những người bị nhiễm đã chết. Vào tháng 5 năm 2018, một vụ dịch bệnh đã khiến ít nhất 17 người chết ở bang Kerala của Ấn Độ.
Bệnh được xác định lần đầu tiên vào năm 1998 trong một đợt bùng phát ở Malaysia trong khi virus được phân lập vào năm 1999. Nó được đặt theo tên của một ngôi làng ở Malaysia, Sungai Nipah.  Lợn cũng có thể bị nhiễm bệnh và hàng triệu con lợn đã bị chính quyền Malaysia giết chết vào năm 1999 để ngăn chặn sự lây lan của dịch bệnh.